# Liste des gares de l'Hérault

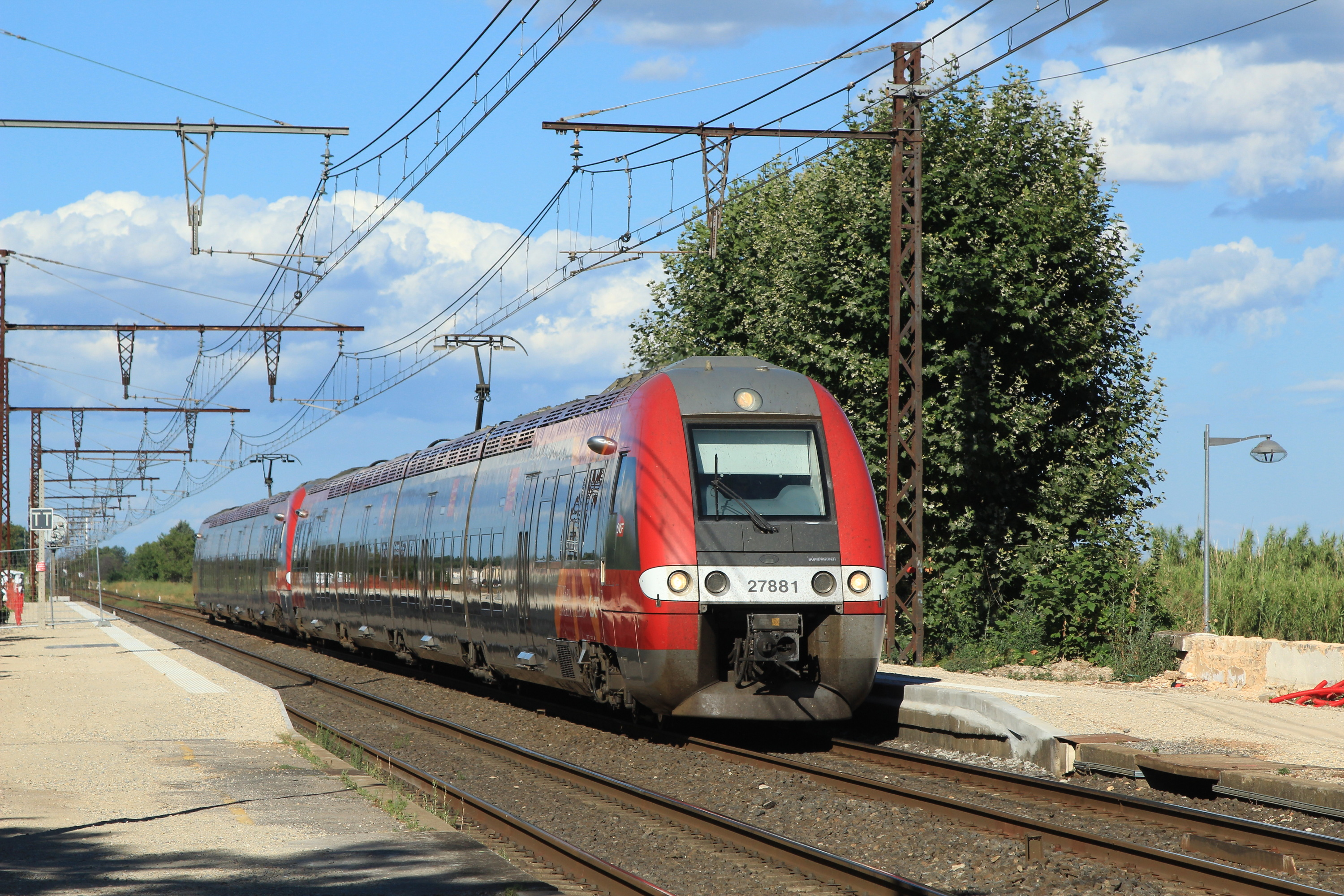
ZGC en gare de Baillargues

La liste des gares de l'Hérault, est une liste des gares ferroviaires, haltes ou arrêts, situées dans le département de l'Hérault, en région Occitanie.
Liste actuellement non exhaustive, les gares fermées sont en italique et les principales gares de préfectures ou sous-préfectures sont indiquées en gras.

## Gares ferroviaires des lignes du réseau national

### Gares ouvertes au trafic voyageurs
- Gare d'Agde
- Gare de Baillargues
- Gare de Bédarieux
- Gare de Béziers
- Gare de Ceilhes - Roqueredonde
- Gare de Frontignan
- Gare du Bousquet-d'Orb
- Gare des Cabrils
- Gare de Lunas
- Gare de Lunel
- Gare de Lunel-Viel
- Gare de Magalas
- Gare de Marseillan-Plage
- Gare de Montpellier-Saint-Roch
- Gare de Montpellier-Sud-de-France
- Gare de Saint-Aunès
- Gare de Sète
- Gare de Valergues - Lansargues
- Gare de Vias
- Gare de Vic - Mireval
- Gare de Villeneuve-lès-Maguelone

### Gares fermées au trafic voyageurs: situées sur une ligne en service

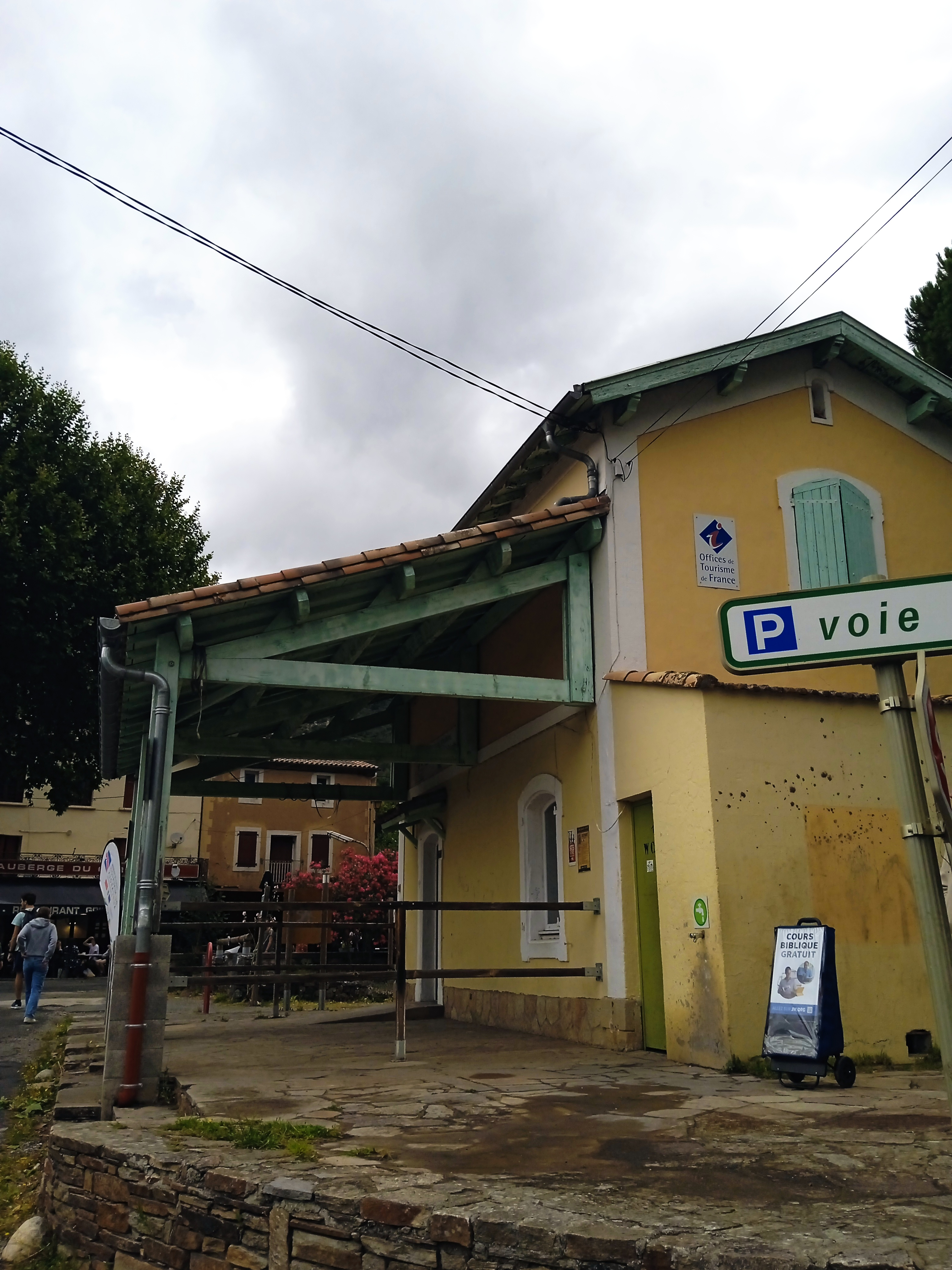
Ancienne gare de Mons-la-Trivalle.

- Gare de Castelnau-le-Lez
- Gare de Colombières-sur-Orb
- Gare de Colombiers
- Gare de Courniou
- Gare d'Espondeilhan
- Gare de Faugères
- Gare d'Hérépian
- Gare de Joncels
- Gare de La Capelière
- Gare de La Caumette
- Gare de Lamalou-les-Bains
- Gare de La Tour-sur-Orb
- Gare de Laurens
- Gare du Poujol
- Gare des Mazes-Le Crès
- Gare de Mons-la-Trivalle
- Gare de Lieuran - Bassan
- Gare de Nissan
- Gare d'Olargues
- Gare de Prémian
- Gare de Ribaute-lès-Lieuran
- Gare de Riols
- Gare de Saint-Brès - Mudaison
- Gare de Saint-Étienne-d'Albagnan
- Gare de Saint-Pons
- Gare de Villeneuve-lès-Béziers

### Gares fermées au trafic voyageurs: situées sur une ligne fermée
- Gare d'Aniane
- Gare de Aspiran
- Gare de Balaruc (IL)
- Gare de Balaruc-les-Bains
- Halte de Balaruc-le-Vieux
- Gare de Bassan
- Gare de Bessan
- Gare de Béziers-Nord
- Gare de Boisseron
- Gare de La Boissière-Village[1]
- Gare de La Boissière
- Gare de Boujan
- Gare de Bouzigues
- Gare de Campagnan
- Gare de Camplong
- Gare de Capestang
- Gare de Cartels
- Gare de Castanet-le-Bas
- Gare de Castries
- Gare de Caux
- Gare de Cazouls-lès-Béziers
- Gare de Celleneuve
- Halte de La Céreirède
- Gare de Cessenon
- Gare de Ceyras - Saint-Félix
- Gare de Clermont-l'Hérault
- Halte de Commeyras
- Halte de Cournonsec
- Gare de Cournonterral
- Gare de Cournonterral-Coulazou
- Gare du Disque[1]
- Gare de Fabrègues
- Gare de Florensac
- Gare de Florensac-la-Roseraie
- Gare de Font-Mars
- Gare de Gabian
- Gare de Ganges
- Gare de Gignac
- Gare de Graissessac - Estréchoux
- Gare de Lattes
- Gare de Lavérune
- Gare de l'Esplanade
- Halte des Premières Cabanes
- Gare de Lézignan-la-Cèbe
- Gare de Lignan
- Gare de Lodève
- Gare de Loupian
- Gare de Marseillan
- Gare de Maureilhan
- Gare de Maraussan
- Gare de Mèze
- Gare de Mèze-Maritime
- Gare de Montady
- Gare de Montagnac
- Gare de Montbazin - Gigean
- Gare de Montbazin (IL)
- Gare de Montpellier-Chaptal
- Halte de Nizas-Bourg
- Gare de Nizas - Fontès
- Gare de Palavas-les-Flots
- Halte de Palavas-Rive-Droite
- Gare de Paulhan
- Gare de Pézenas
- Gare de Pézenas-Nord
- Halte de Pierrerue
- Gare de Pignan - Murviel
- Gare de Pinet
- Gare de Plaisance - Andabre
- Gare de Pomérols
- Gare de Pont de l’Hérault[1]
- Gare de Poussan
- Halte de Poussan-les-Oulettes
- Gare de Puisserguier
- Gare de Quarante - Cruzy
- Gare de Rabieux
- Gare de Réals
- Gare de Roujan - Neffiès
- Gare de Saint-André
- Gare de Saint-Chinian
- Gare de Saint-Christol
- Gare de Saint-Geniès-des-Mourgues
- Gare de Saint-Georges
- Gare de Saint-Gervais-sur-Mare
- Gare de Saint-Jean-de-Védas
- Halte de Saint-Martin
- Gare de Saint-Pargoire
- Gare de Saint-Paul-et-Valmalie[1]
- Gare de Saint-Paul - Montarnaud
- Gare de Saint-Thibéry
- Gare de Salelles-du-Bosc
- Gare de Servian
- Gare de Tourbes
- Gare de Valros
- Gare de Vendargues
- Gare de Villeveyrac

## Les lignes ferroviaires

### En service
- Béziers à Neussargues
- Bordeaux-Saint-Jean à Sète-Ville
- Contournement ferroviaire de Nîmes et de Montpellier
- Tarascon à Sète-Ville

### Désaffectée
- Arles à Lunel
- Béziers à Saint-Chinian
- Castres à Bédarieux
- Ligne de Carcassonne à Lézignan (métrique)
- Colombiers à Quarante - Cruzy
- Faugères à Paulhan
- Mas-des-Gardies aux Mazes-le-Crès
- Maureilhan à Colombiers
- Mèze à Agde
- Montpellier à Béziers
- Montpellier à Palavas
- Montpellier à Rabieux
- Paulhan à Montpellier
- Sète-Ville à Montbazin - Gigean
- Vias à Lodève
- Le Vigan à Quissac